# 데니스 만
데니스 만(루마니아어: Dennis Man, 1998년 8월 26일 ~ )은 루마니아의 프로 축구 선수로, 현재 네덜란드 에레디비시의 클럽 PSV와 루마니아 국가대표팀에서 주로 윙어와 공격형 미드필더로 활약하고 있다.
만은 2015년 UTA 아라드에서 시니어 커리어를 시작했고, 1년 후 FCSB로 이적했다. 그는 수도에 기반을 둔 클럽에서 논쟁의 여지가 없는 선발 투수가 되었고, 2018-19년 시즌에 올해의 리가 I 팀에 선정되었고, 2020년에 쿠파 로므니에이를 수상했다. 2020년 루마니아 올해의 축구선수상을 받은 후, 만은 이탈리아 팀 파르마에 1,100만 유로의 초기 이적료로 합류했고, 이것은 그를 루마니아 챔피언십에서 계약한 가장 비싼 선수로 만들었다.
국제적으로, 만은 이전에 U-19 및 U-21 수준으로 제한되었던 후, 2018년 3월 루마니아에서 시니어 데뷔를 했다. 그는 2019년 UEFA U-21 축구 선수권 대회에서 후자의 팀을 대표했고, 준결승에 진출했다.

## 구단 경력

### 초기 경력
아틀레티코 아라드 3학년 때, 맨체스터 시티로 몇 번의 시련을 겪었지만, 아무것도 나오지 않았고 나중에 UTA 아라드에 합류했다. 맨체스터는 2015년 여름 17세의 나이로 UTA 아카데미에서 승격되었고, 8월 29일 2-1로 패한 가즈 메탄 메디아슈와의 리가 II 챔피언십 경기에서 성인 무대에 데뷔했다. 10월 25일, 그는 4-0으로 이긴 비호르 오라데아와의 원정 경기에서 그의 첫 골을 넣었다.

### FCSB
2016년 9월 6일, FCSB는 비공개 이적료로 만을 이적시켰고, 만은 추가 5년 옵션으로 1년 계약을 맺었다. 만은 2016년 10월 2일, 우니베르시타테아 크라이오바를 상대로 FCSB 데뷔 전을 치렀고, 전반전에 부상을 입은 플로린 터나세와 교체되어 출전했다. 그는 66분에 오비두 포페스쿠와 교체되었고, 결국 팀이 2-1로 이겼다. 그 달 말, 그는 자신의 첫 스테아우아와 리가 I 골을 넣었고, 2-0 승리를 이끌었다.

### 파르마
2021년 1월 26일, FCSB의 구단주 지기 베칼리는 세리에 A의 파르마가 1,100만 유로에 추가 금액 2백만 유로를 더한 금액의 만 이적을 위한 입찰서를 제출했다고 발표했다. 파르마는 만이 4년 반의 계약을 체결한 후인 29일에 이적을 공식화했다. FCSB의 공식 웹사이트에 따르면 이적료는 그를 루마니아 챔피언십에서 가장 비싼 가격에 팔리게 했다. 루마니아가 실제 이적료를 더 낮게 보고 있다는 일부 보도에도 불구하고, 소문에 의하면 2016년부터는 여전히 전 기록 보유자인 니콜라에 스탄치우의 이적료를 능가할 것이다.
2021년 1월 31일, 그는 스타디오 디에고 아르만도 마라도나에서 열린 나폴리와의 세리에 A 경기에서 80분에 교체 출전하여 파르마 데뷔 전을 치렀다. 첫 5경기에 교체 출전한 그는 3월 4일, 2-1로 패한 인터 밀란과의 안방 경기에서 로베르토 다베르사 감독에 의해 첫 선발 출전 기회를 얻었다. 열흘 후, 그는 로마와의 경기에서 발렌틴 미허일러의 선제골을 도왔고, 결국 2-0으로 승리했다. 4월 3일, 그는 베네벤토와의 원정 경기에서 세리에 A 첫 골을 넣었다. 부상으로 파르마에서의 그의 시즌은 14경기에 출전하여 2골로 사실상 끝이 났고, 클럽은 세리에 B로 강등되었다.
만은 8월 20일, 프로시노네에서 열린 2021-22년 시즌 첫 골을 기록하며 2-2 무승부를 기록했다. 2022년 3월 15일, 그는 비첸차와의 경기에서 잔루이지 부폰과 프랑코 바스케스가 결장하면서 처음으로 주장 완장을 차고 1-0으로 이겼다.

## 국가대표팀 경력
만은 루마니아 U-21 국가대표팀에 선발되었고, 2017년 9월 1일 보스니아 헤르체고비나와의 원정 경기에서 데뷔골을 넣었다. I 2018년 3월, 코스민 콘트라 수석 감독은 이스라엘과 스웨덴과의 그 달의 친선 경기를 위해 그에게 첫 루마니아 국가대표팀 소집을 주었다. 만은 크라이오바의 스타디오눌 욘 오블레멘코에서 1-0으로 이긴 경기에서 87분에 니콜라에 스탄치우와 교체되어 경기에 데뷔했다.
2019년 6월 11일, 만은 몰타와의 UEFA 유로 2020 예선 전에서 국가대표팀 첫 골을 기록했다. 그 달 말, 그는 루마니아가 준결승전에서 독일에게 패하면서, 2019년 UEFA U-21 축구 선수권 대회에 참가할 21세 이하 대표팀에 합류했다.
2023년, 만은 UEFA 유로 2024 예선에서 총 4경기 1골을 기록했고, 부상으로 여러 경기에서 결장했지만, 루마니아는 1위로 조별 리그를 마쳤다.